# Майкл Бентт
Майкл Бентт (англ. Michael Bentt; 4 вересня 1965, Лондон) — американський актор та колишній професійний боксер ямайсько-британського походження, призер чемпіонату світу серед аматорів, чемпіон світу за версією WBO у важкій вазі.
Станом на 2023 рік він має найкоротшу професійну боксерську кар’єру з усіх чемпіонів світу у важкій вазі — лише 1867 днів за 5 років між 1989 і 1994 роками.

## Аматорська кар'єра
Майкл Бентт народився у Лондоні в сім'ї ямайських іммігрантів, але ріс в Квінзі, Нью-Йорк і став одним із найбільш титулованих боксерів-аматорів в історії США. Бентт виграв чотири титули Нью-Йорка «Золоті рукавички» і п’ять чемпіонатів Сполучених Штатів з боксу серед любителів.
На Кубку світу 1985, програвши у півфінальному бою Олександру Ягубкіну (СРСР), завоював бронзову медаль. На Іграх доброї волі 1986 теж отримав бронзову медаль. На чемпіонаті світу 1986 здобув перемоги над Дюком Окоромадже (Нігерія) та Олександром Ягубкіним (СРСР), але у півфіналі програв Арнольду Вандерліде (Нідерланди). На Панамериканських іграх 1987 програв півфінальний бій Феліксу Савону (Куба).
1988 року він зайняв суперечливе друге місце на Олімпійських випробуваннях у Сполучених Штатах, не потрапивши до 
олімпійської збірної Сполучених Штатів.
Оскільки і його мати, і батько є громадянами Ямайки, Бентт отримав право битися в олімпійській команді Ямайки. Однак, зіткнувшись з положенням про те, що йому доведеться відмовитися від громадянства Сполучених Штатів, щоб супроводжувати команду Ямайки до Сеула, він відмовився.

## Професіональна кар'єра
1989 року дебютував на професійному рингу і був нокаутований Джеррі Джонсом у першому раунді у своєму професійному дебюті. Бентт стверджував, що ані він, ані його тренер не знали, що Джонс був шульгою. Після 20-місячної перерви після поразки від Джонса Бент повернувся в бокс. Впродовж 1990—1993 років провів переможну серію з десяти боїв. Протягом двох років на початку 1990-х був головним спаринг-партнером тодішнього об'єднаного чемпіона світу у важкій вазі Евандера Холіфілда.
29 жовтня 1993 року зустрівся в бою з чемпіоном світу у важкій вазі за версією WBO Томмі Моррісоном, який тільки но відібрав титул у легендарного Джорджа Формена. Моррісон домовився зустрітися з непереможним Ленноксом Льюїсом за титул WBC у важкій вазі. Однак перед тим, як зустрітися з Льюїсом, Моррісон вирішив спочатку захистити свій титул WBO проти практично нікому не відомого Майкла Бентта.
Моррісон розпочав поєдинок комбінацією з кількох ударів, але Бентт відповів власною комбінацією, яка відправила Моррісона на полотно лише через 50 секунд після початку раунду. Моррісон зміг піднятися до закінчення підрахунку рефері, але Бентт швидко атакував його ще однією потужною комбінацією, яка відправила Моррісона в канат і знову на полотно лише через кілька секунд після першого нокдауну. Моррісон був явно приголомшений від нокдаунів. Бентт невпинно продовжував бити Моррісона ще однією потужною комбінацією. Він завдав комбінацію з шести ударів, яка знову повалила Моррісона. Бій був негайно зупинений, і Бентт був названий переможцем технічним нокаутом через 1 хвилину 33 секунди першого раунду, ставши новим чемпіоном WBO у важкій вазі.
Американський боксер програв свій пояс WBO британцю Гербі Гайду нокаутом в сьомому раунді у першому захисті 19 березня 1994 року. Бій став його останнім після того, як його терміново доправили до лікарні та сказали, що він більше ніколи не зможе битися. Бент отримав черепно-мозкову травму під час поєдинку, і хоча травми не вплинули негативно на якість його думок чи розумову гостроту, існували побоювання, що майбутні удари по голові можуть призвести до довготривалого лікування або навіть смерті.

## Подальша кар'єра
Бентт скористався боксерським досвідом у своїй подальшій акторській кар'єрі. У фільмі «Алі» Майкл отримав бажану роль Сонні Лістона, а також був головним спаринг-партнером і помічником тренера актора Вілла Сміта протягом шести місяців тренувань з боксу, перш ніж почалися основні зйомки у фільмі.

### Фільмографія
| Рік  |    | Українська назва                    | Оригінальна назва                             | Роль                                                                    |
| ---- | -- | ----------------------------------- | --------------------------------------------- | ----------------------------------------------------------------------- |
| 2019 | с  |                                     | Losers                                        | (епізод The Miscast Champion)                                           |
| 2009 | с  | Сини анархії                        | Sons of Anarchy                               | (епізод Gilead)                                                         |
| 2009 | с  |                                     | Lincoln Heights                               | (епізод Persons of Interest)                                            |
| 2009 | с  |                                     | Heartland                                     | (епізод I Make Myself Into Something New)                               |
| 2009 | ф  |                                     | Risen                                         |                                                                         |
| 2009 | ф  |                                     | Blue                                          |                                                                         |
| 2009 | ф  | Джонні Д.                           | Public Enemies                                | Герберт Янгблад                                                         |
| 2009 | ф  |                                     | Redemption                                    |                                                                         |
| 2007 | ф  |                                     | The Neighbor                                  |                                                                         |
| 2005 | с  |                                     | Threshold                                     | (епізод Pulse; епізод Progeny)                                          |
| 2005 | с  |                                     | JAG                                           | (епізод Dream Team)                                                     |
| 2005 | с  | Медіум                              | Medium                                        | (епізод A Priest, a Doctor and a Medium Walk Into an Execution Chamber) |
| 2005 | ф  |                                     | Fighting Tommy Riley                          |                                                                         |
| 2005 | ф  | Гангстерські війни: Кров на вулицях | State Property 2                              | Біггіс                                                                  |
| 2004 | с  | Захисник                            | The Guardian                                  | (епізод Remember)                                                       |
| 2004 | ф  | Крихітка на мільйон доларів         | Million Dollar Baby                           | Боксер                                                                  |
| 2004 | ф  | Співучасник                         | Collatera                                     | Февер Бонсер                                                            |
| 2004 | ф  |                                     | El Padrino                                    |                                                                         |
| 2003 | ф  | Голлівудські копи                   | Hollywood Homicide                            | Охоронець клубу                                                         |
| 2002 | с  | Світляк                             | Firefly                                       | (епізод Воєнні історії/ War Stories)                                    |
| 2002 | с  |                                     | Robbery Homicide Division                     | (епізод Alton Davis Redux)                                              |
| 2002 | ф  |                                     | Dark Blue                                     |                                                                         |
| 2002 | ф  |                                     | Niche                                         |                                                                         |
| 2001 | с  |                                     | The Invisible Man                             | Тюремний охоронець (епізод Den of Thieves)                              |
| 2001 | ф  | Алі                                 | Ali                                           | Сонні Лістон                                                            |
| 2000 | ф  |                                     | Girlfight                                     | Файт Про                                                                |
| 2000 | ф  |                                     | Black People Hate Me and They Hate My Glasses | Верховний                                                               |
| 1999 | ф  |                                     | Shadow Boxers                                 | в ролі себе                                                             |
| 1985 | тф | Суботнього вечора в прямому ефірі   | Saturday Night Live                           | боксер                                                                  |